# Craspedolepta villosa
Craspedolepta villosa är en insektsart som beskrevs av Loginova 1962. Craspedolepta villosa ingår i släktet Craspedolepta och familjen rundbladloppor. Inga underarter finns listade i Catalogue of Life.